# Villette-de-Vienne
Villette-de-Vienne település Franciaországban, Isère megyében. Lakosainak száma 1979 fő (2022. január 1.). Villette-de-Vienne Marennes, Chaponnay, Simandres, Chuzelles, Luzinay és Serpaize községekkel határos.

## Népesség
A település népessége az elmúlt években az alábbi módon változott:
| Lakosok száma | 445  | 948  | 1087 | 1427 | 1707 | 1770 | 1872 | 1920 | 1926 | 1979 |
|               | 1968 | 1982 | 1990 | 2006 | 2013 | 2015 | 2017 | 2019 | 2020 | 2022 |